# تایتونگ
تایتونگ (به لاتین: Taitung City) یک شهر در تایوان است که در شهرستان تایتونگ واقع شده‌است.

## خصوصیات
تایتونگ ۱۰۹٫۷۶۹۱ کیلومترمربع مساحت و ۱۰۶٬۹۲۹ نفر جمعیت دارد.

## خواهرخوانده
شهر دبرسن خواهرخواندهٔ تایتونگ هست.

## ترابری
- راه‌آهن
  - ایستگاه تایتونگ
  - ایستگاه کانگل
  - ایستگاه ژیبن
- بزرگراه
  - بزرگراه استانی ۹ تایوان
  - بزرگراه استانی ۱۱ تایوان
- بندر
  - بندرگاه فوگانگ فیشری
- فرودگاه
  - فرودگاه تایتونگ

## نگارخانه

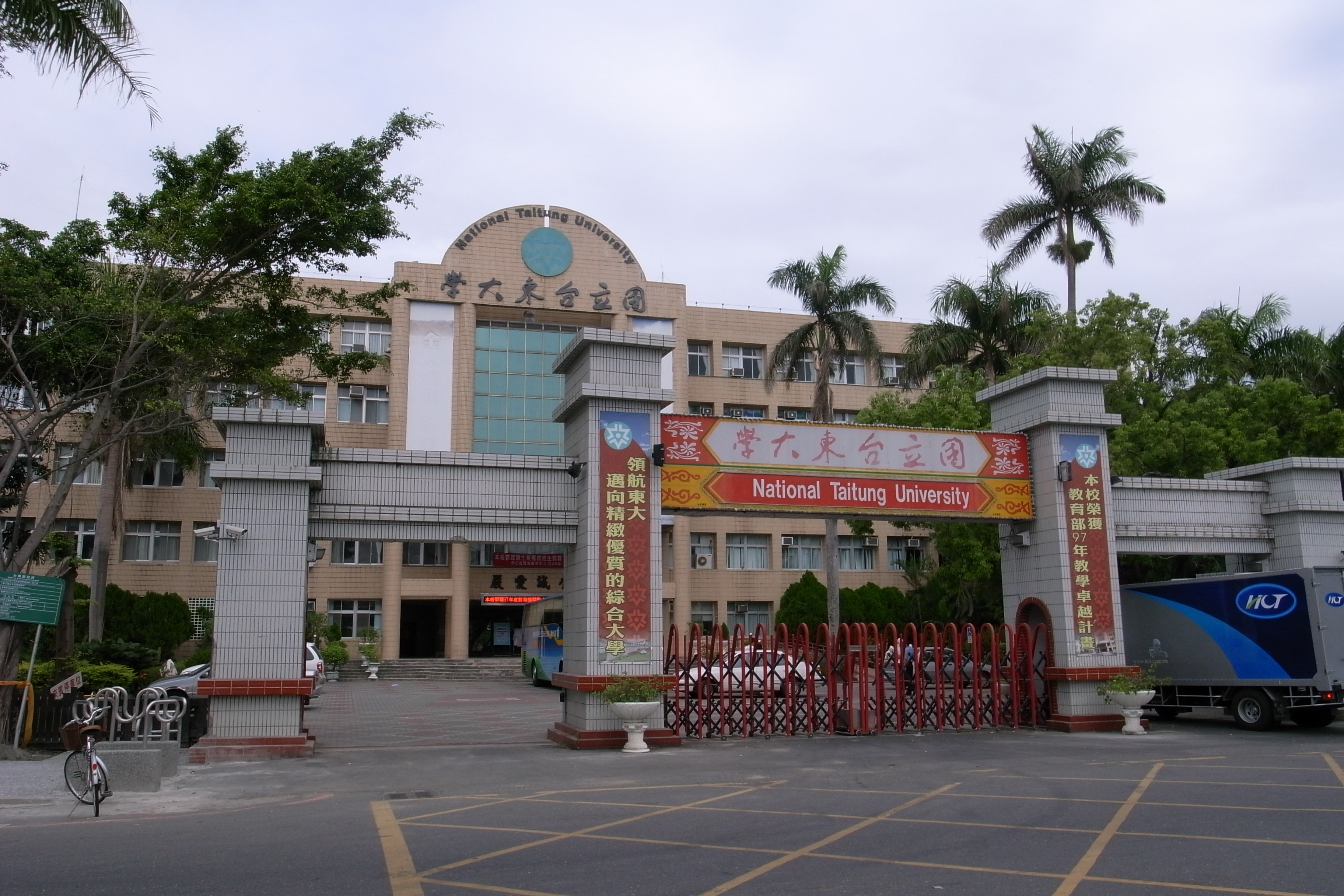
دانشگاه ملی تایتونگ
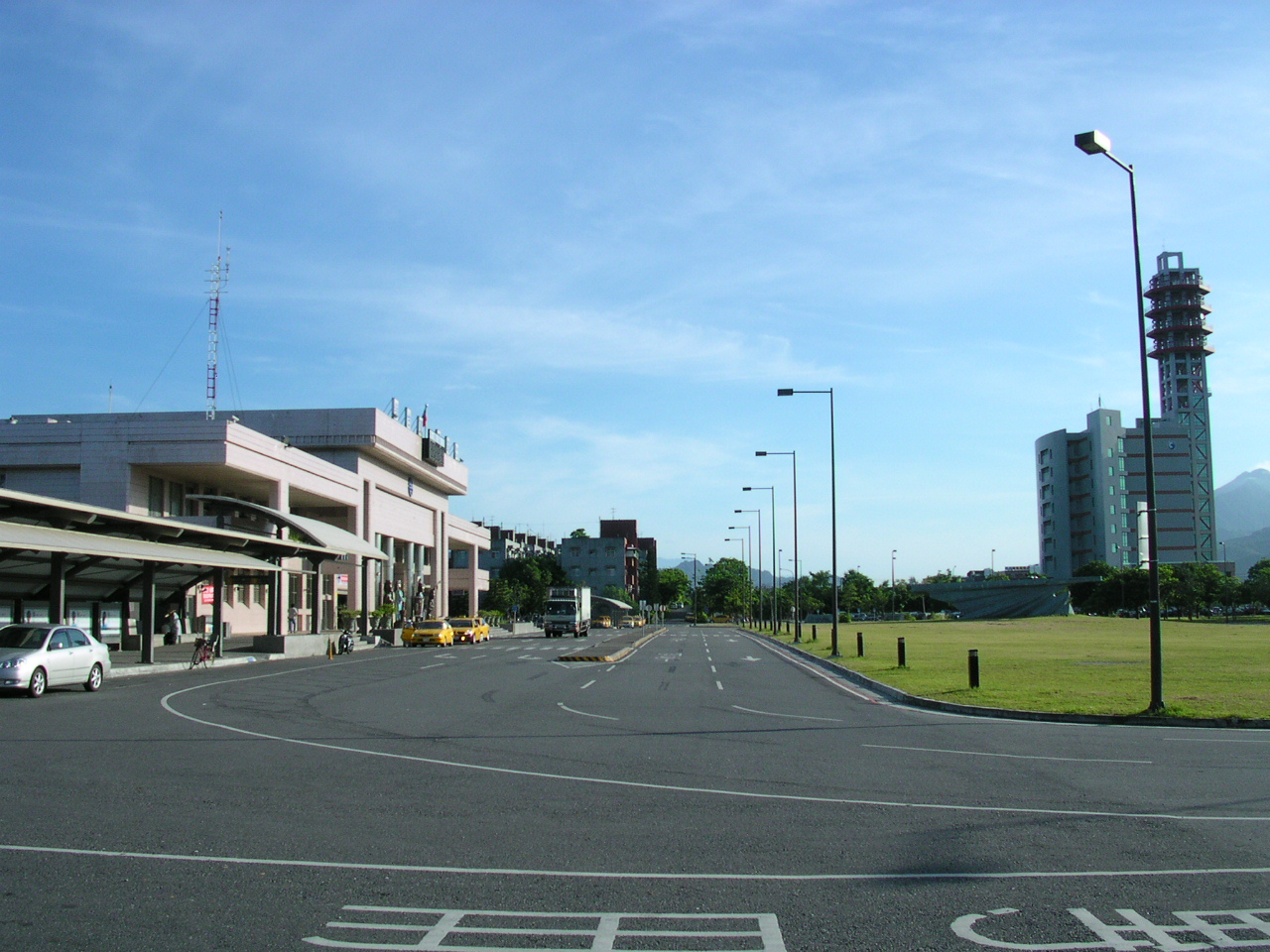
ایستگاه تایتونگ
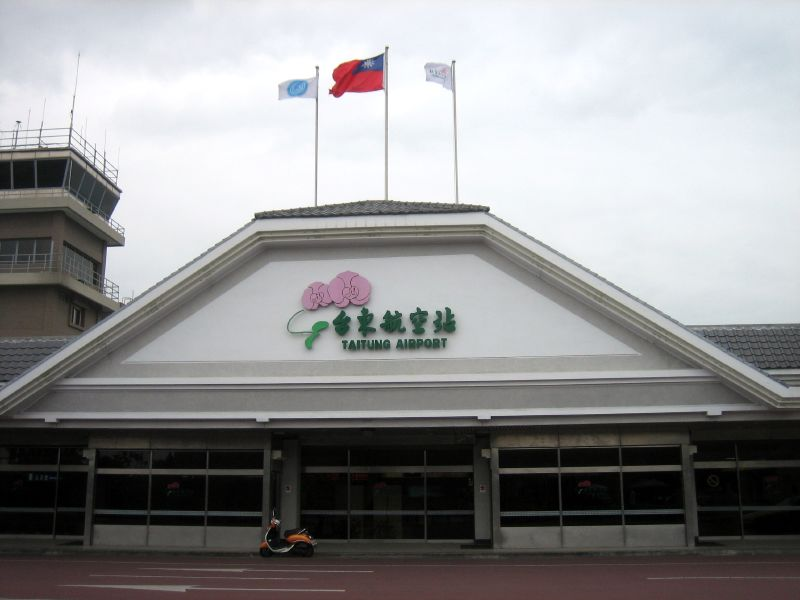
فرودگاه تایتونگ